# ونوس بی، ویکتوریا
ونوس بی (به انگلیسی: Venus Bay) یک خم ساحل و شهرک در استرالیا است که در ویکتوریا (استرالیا) واقع شده‌است.